# 土地改良法
土地改良法（とちかいりょうほう、昭和24年6月6日法律第195号）は、土地改良について定める日本の法律である。農用地の改良、開発、保全及び集団化に関する事業を適正かつ円滑に実施するために必要な事項を定めて、農業生産の基盤の整備及び開発を図り、もつて農業の生産性の向上、農業総生産の増大、農業生産の選択的拡大及び農業構造の改善に資することを目的とする。
土地改良法は、2001年（平成13年）に改正され、事業の実施に際しては、環境への負荷や影響に対して、ミティゲーション（自然環境への影響緩和）の考え方を基本とした環境配慮対策を検討することとされた。一般にミティゲーションの中で最も優先すべき方法は回避であり、代償は、他の措置を採った上で、なお残る環境影響について行うものと考えられている。

## 構成
土地改良法の内容は、主に2つの規定に分類できる。
- 土地改良区・土地改良区連合・土地改良事業団体連合会という法人の設立・管理・監督（団体法的規定）
- 土地改良事業を実施する手続（一般に法手続という）

法の構成は以下のとおり。
- 第1章 - 総則（第1条 - 第4条）
- 第1章の2 - 土地改良長期計画（第4条の2 - 第4条の4）
- 第2章 - 土地改良事業（第5条 - 第96条の4）
- 第3章 - 交換分合（第97条 - 第111条）
- 第4章 - 土地改良事業団体連合会（第111条の2 - 第111条の28）
- 第5章 - 補則（第112条 - 第131条）
- 第6章 - 監督（第132条 - 第136条の5）
- 第7章 - 罰則（第137条 - 第146条）
- 附則

## 土地改良事業
土地改良事業の施行に当たっては、環境との調和に配慮しつつ、国土資源の総合的な開発及び保全に資するとともに国民経済の発展に適合するものでなければならないとされている。
土地改良事業とは、土地改良法により行なう次に掲げる事業をいう。
- 農業用用排水施設、農業用道路その他農用地の保全又は利用上必要な施設（土地改良施設）の新設、管理、廃止又は変更
- 区画整理
土地の区画形質の変更の事業
当該事業とこれに附帯して施行する農用地の造成・改良・保全のため必要な工事とを一体とした事業
- 農用地の造成
農用地以外の土地の農用地への地目変換又は農用地間における地目変換の事業
当該事業とこれに附帯して施行する土地の区画形質の変更の工事その他農用地の改良・保全のため必要な工事とを一体とした事業
- 埋立て又は干拓
- 農用地又は土地改良施設の災害復旧
- 農用地に関する権利並びにその農用地の利用上必要な土地に関する権利、農業用施設に関する権利及び水の使用に関する権利の交換分合
- その他農用地の改良又は保全のため必要な事業

## 土地改良法手続
法手続は、事業主体ごとに規定されている。（国又は都道府県以外が事業主体の場合は、一般に団体営事業という。）
- 国営土地改良事業、 都道府県営土地改良事業（第85条）
- 市町村の行う土地改良事業（第96条の2）
- 土地改良区が新たに行う土地改良事業（第48条）
- 農業協同組合等又は第三条に規定する資格を有する者の行う土地改良事業（第95条）

国営又は都道府県営事業は、法律上は同じ条文であるが、一般的に申請事業とされ、土地改良法施行令第49条以下の規定により各土地改良事業の受益面積に応じ、国又は都道府県に申請する。（一例として農業用用排水施設の新設等の場合に国営は受益地がおおむね3000ヘクタール以上、県営はおおむね200ヘクタール以上とされている。）

### 手続の概要
国営又は都道府県営事業の法手続の概要は次のとおり（計画の変更等は第87条の3に同様の規定がある）
- 3条資格者又は市町村が土地改良事業の概要（目的・施行地域・費用の概算等）を公告（第85条第2項、第85条の2第2項）
- 地域内の3条資格者の3分の2以上の同意（本人の署名と押印が必要）を得て、国又は都道府県に申請
- 国又は都道府県は、土地改良事業に係る適否を決定し申請人に通知（第86条）
- 国営又は都道府県営土地改良事業計画を決定（第87条）
- 公告・縦覧（20日以上）、縦覧期間満了後15日以内に異議がないとき、異議を棄却したとき計画確定（同条第5～7項）
- 工事着手（同条第8項）

### 直轄事業・補助事業
土地改良事業は多額の経費が掛かるので、ほとんどが農林水産省の農業農村整備事業として、国の直轄又は補助事業の下で実施されている。
- 農業生産基盤整備事業：かんがい排水事業（農業用のダム、頭首工、用排水路、用排水機場の整備）、経営体育成整備事業（ほ場整備）、畑地帯総合整備事業
- 農村整備事業：農道整備事業（広域農道・一般農道・農免農道）、中山間総合整備事業（生産・生活・環境交流基盤の整備）
- 農地等保全管理事業：農地防災事業（防災ダム、ため池等の整備）、農地保全事業、土地改良施設管理事業（維持管理）

事業ごとに、採択要件や国・県・地元（市町村・土地改良区等）の補助率・負担率が要綱・要領で細かく定められており、これらに適合した形で土地改良事業計画が定められる。
また、国営事業で農業用のダムや幹線用水路を、関連事業として県営で各農地への支線用水路を整備する等、事業が併せて実施されることもある。

### 法手続の必要性・効果
- 農林水産省の事業採択の要件とされている。
- 農道事業や用排水路・用排水機設置事業等で用地買収する際に、収用対象事業（土地収用法第3条第5,6号）として、所得税等の特例措置を受けることができる。
- 国営土地改良事業の負担金（第90条）、都道府県営土地改良事業の分担金（第91条）を徴収する場合の法的根拠となる。
- ほ場整備事業（区画整理）を実施する際、土地の形状が変わり、従前の土地の地番・地積、里道水路等が変更されるが、土地改良法上の手続に従い換地計画を決定し、換地処分（第54条）を行った場合は、登記の特例を受けることができる。

## 資格
土地改良に関する資格は次のようなものがある。
土地改良換地士
土地改良事業の換地計画を定めるには、議決前に、農用地の集団化に関する事業についての専門的知識及び実務経験を有する土地改良換地士の意見をきかなければならない。資格試験は土地改良法施行規則43条の2の3 に定める。
土地改良専門技術者
都道府県知事が土地改良事業計画について審査するに当っては、農用地の改良、開発、保全又は集団化に関し専門的知識を有する土地改良専門技術者の調査報告に基かなければならない。また、土地改良事業を廃止しようとする場合における廃止処理計画についての妥当性等を調査するため、土地改良専門技術者への委嘱が必要とされている。

## 関連文献・記事
- CiNii>土地改良法